# Cryptolobata primitiva
Cryptolobata primitiva is een soort in de taxonomische indeling van de ribkwallen (Ctenophora). 
De kwal behoort tot het geslacht Cryptolobata en behoort tot de familie Cryptolobatidae. De wetenschappelijke naam van de soort werd voor het eerst geldig gepubliceerd in 1909 door Moser.